# Zinaida Gippius
Zinaida Nikołajewna Gippius, Hippius (ros. Зинаида Николаевна Гиппиус; ur. 8 listopada?/20 listopada 1869 w Bielowie, zm. 9 września 1945 w Paryżu) – rosyjska pisarka i poetka epoki srebrnego wieku, symbolistka, krytyk literacka, organizatorka życia kulturalnego, żona Dmitrija Mereżkowskiego.
Debiutowała w 1888 w czasopiśmie „Siewiernyj wiestnik”. Razem z Walerijem Briusowem i swym przyszłym mężem, Dmitrijem Mereżkowskim, była jednym z najważniejszych twórców i ideologów literatury symbolistycznej w Rosji.
Współpracowała z licznymi czasopismami literackimi (m.in. ze znanym Mirem Iskusstwa). Niekiedy publikowała pod pseudonimem Anton Krajnij. W zbiorku poezji z okresu rewolucji (Polednije stichi - Ostatnie wiersze, 1918) oraz w późniejszych utworach, wydawanych już poza granicami Rosji, ostro potępiała przewrót bolszewicki.
Po rewolucji działała na emigracji we Francji. Zmarła w Paryżu w 1945 roku, pochowana została na podparyskim cmentarzu de Sainte-Geneviève-des-Bois, gdzie spoczywa wielu znanych Rosjan.

## Życiorys
Zinaida Nikołajewna Gippius urodziła się 8 (20) listopada 1869 roku w mieście Bielowie w guberni tulskiej, w zrusyfikowanej niemieckiej rodzinie szlacheckiej. Jej ojciec, Nikołaj Romanowicz Gippius, był znanym prawnikiem, a w swoim czasie oberprokuratorem Senatu Rządzącego; matka Anastasija Wasiliewna, de domo Stiepanowa, była córką oberpolicmajstra (szefa policji) miasta Jekaterynburga. Rodzina była zależna od pracy ojca i często się przeprowadzała, z tego powodu ani Zinaida, ani jej siostry nie uzyskały pełnego wykształcenia. Od czasu do czasu uczęszczała do różnych instytucji naukowych, do egzaminów głównie przygotowywała się z guwernantkami.
Przyszła poetka zaczęła pisać wiersze w wieku 7 lat. W datowanym na 1902 rok liście do Walerija Briusowa wspominała: „W 1880 roku, to jest kiedy miałam 11 lat, pisałam już wiersze (przy czym bardzo wierzyłam w «inspirację» i starałam się pisać tak, by nie odrywać pióra od kartki). Moje wiersze wszystkim zdawały się 'perwersyjne', ale nie kryłam się z nimi. Powinnam wyjaśnić, że przy tym wszystkim zupełnie nie byłam 'zepsuta', za to bardzo 'religijna'”. Dziewczynka dużo czytała, prowadziła obszerny pamiętnik, chętnie korespondowała ze znajomymi i przyjaciółmi ojca. Generał N.S. Draszusow (ros. Н.С. Драшусов) jako jeden z pierwszych zwrócił uwagę na talent Gippius i polecił jej zająć się literaturą na poważnie.
Już pierwsze poetyckie próby Gippius charakteryzowały się mrocznym nastrojem. Jak potem mówiła o sobie „już jako dziecko zostałam zraniona śmiercią i miłością”.
N.R. Gippius był chory na gruźlicę, niedługo po objęciu stanowiska prokuratora stan jego zdrowia pogorszył się i był zmuszony niezwłocznie przenieść się z rodziną do Nieżyn w guberni czernihowskiej (Чарниговская губерния) na nowe stanowisko przedstawiciela miejskiego sądu. Zinaida została posłana do żeńskiego instytutu w Kijowie, jednak niedługo potem rodzice ją stamtąd zabrali. Powodem była tęsknota za domem przez co dziewczynka praktycznie sześć miesięcy spędziła w instytuckim szpitalu. W Niżynie nie było żeńskiego gimnazjum, dlatego Zinaida uczyła się w domu pod okiem nauczycieli z miejskiego liceum im. Gogola.

Nikołaj Gippius zmarł nagle w Niżynie w 1881 roku, zostawiając żonę z dużą rodziną- czterema córkami (Zinaidą, Anną, Natalią i Tatianą), babcią i niezamężną siostrą, zostały bez środków do życia. W 1882 roku Anastasja Wasiliewna z córkami przyjechała do Moskwy. Zinaida dostała się do Gimnazjum Fiszera (Фишер), gdzie zaczęła się uczyć. Na początku uczyła się bardzo chętnie i interesowała ją nauka. Niedługo potem lekarze stwierdzili także u niej gruźlicę przez co zmuszona była rzucić szkołę.

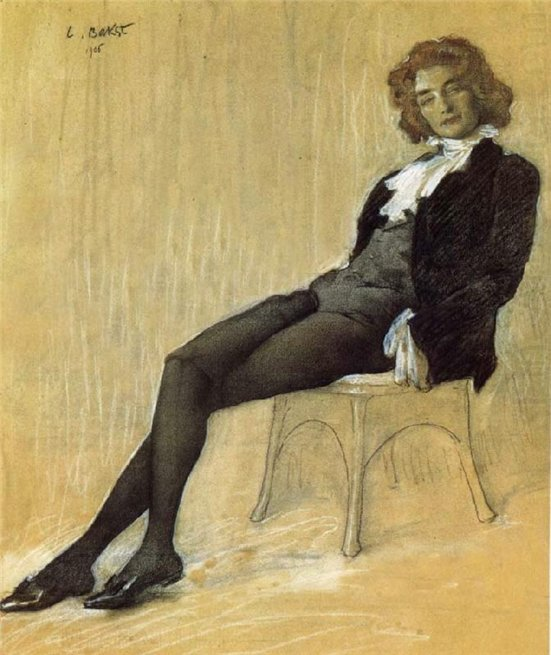
Portret Gippius autorstwa L. Baksta (obecnie w Galerii Tretiakowskiej)

Bojąc się o wszystkie dzieci, a szczególnie o najstarszą córkę, że mogą mieć po ojcu skłonności do gruźlicy i umrzeć tak jak on, Anastasija Gippius wyjechała z dziećmi do Jałty. Wyjazd na Krym nie tylko zaspokoił rosnące od dzieciństwa pragnienie podróżowania, ale też stworzył możliwość zajęcia się dwiema rzeczami, które dziewczynka kochała: jazdą konną i literaturą. Stąd w 1885 roku matka wywiozła córki do Tiflisu (Тифлис), do brata Aleksandra. Brat dysponował wystarczającymi środkami, aby wynająć dacze dla siostrzenicy w Bordżomi, gdzie zamieszkała z koleżanką. Tylko tutaj po leczeniu na Krymie Zinaida potrafiła poradzić sobie ze wstrząsem po stracie ojca. Rok później, dwie duże rodziny wyruszyły do Manglis i tutaj Aleksandr Stiepanow umarł nagle na zapalenie mózgu. Rodzina Gippius zmuszona była zostać w Tiflisie.
W 1888 roku Zinaida Gippius z matką znowu wyruszyły do daczy w Bordżomi. Tutaj poznała się z D.S Mereżkowskim, który krótko przed tym wydał swój pierwszy zbiór wierszy i w tym czasie podróżował po Kaukazie. Odczuł błyskawiczną bliskość intelektualną i duchową ze swoją nową znajomą, która znacząco różniła się od innych z jej otoczenia. 18-letnia Gippius bez namysłu zgodziła się zostać jego żoną. 8 marca w Tyflisie (Tbilisi) odbyła się skromna ceremonia zaślubin, a po niej krótka podróż poślubna. Związek z Mereżkowskim odegrał ważną rolę w życiu Zinaidy, a tym samym przyczynił się do rozwoju literatury „Srebrnego wieku”.

### Początek twórczości literackiej
Na początku Gippius i Mereżkowski zawarli niepisaną umowę. Ona będzie pisać wyłącznie prozę, a on poezję. Pewnego czasu żona, na prośbę męża tłumaczyła (na Krymie) Manfreda Bayrona, próba okazała się być nieudaną. W końcu Mereżkowski oznajmił, że ma zamiar naruszyć umowę, miał pomysł na powieść o Julianie Apostacie. Od tego momentu oboje pisali wiersze i prozę, w zależności od humoru.
W Petersburgu Mereżkowski poznał Gippius ze sławnymi pisarzami. Pierwszym z nich był А. Pleszczejew, który „oczarował” 20-letnią dziewczynę, tym, że w czasie jednego ze spotkań przyniósł z teczki redaktora „Zwiastuna północy”(Северный вестник)”( gdzie zarządzał działem poezji) niektóre wiersze - aby je oceniła. Wśród nowych znajomych Gippius był Połonski, Majkow, Grigorowicz, Wejnberg; zbliżyła się do młodego poety Minskiego i do redakcji „Zwiastuna północy”, gdzie jedną z centralnych postaci był krytyk Wołyński. Z tym czasopismem zorientowanym na nowy nurt „od pozytywizmu do realizmu” były związane pierwsze literackie doświadczenia pisarki. W tym czasie aktywnie kontaktowała się z redaktorami wielu stołecznych czasopism, chodziła na publiczne wykłady i wieczorki literackie. Poznała się z rodziną Dawidowych, którzy grali ważną rolę w życiu literackim stolicy (A.A Dawidowa wydawała czasopismo „Boży świat (Мир Божий), odwiedzała kółko szekspirowskie W. Spasowicza, którego uczestnikami byli znani adwokaci (w szczególności książę F.I Urusow), została członkiem rosyjskiego społeczeństwa literackiego.
W 1888 roku w „Zwiastunie północy” ukazały się (z podpisem Z.G) dwa wiersze, „w połowie dziecinne”- jak potem wspominała. Te i niektóre z późniejszych wierszy młodej początkującej poetki wyrażały „ogólny nastrój pesymizmu i melancholii lat 80 XIX wieku". W wielu aspektach zgadzały się z dziełami popularnego wtedy Siemiona Nadsona.
Na początku 1890 roku Gippius będąc pod wrażeniem małego miłosnego dramatu, który rozegrał się na jej oczach napisała opowiadanie „Proste życie" (Простая жизнь). Głównymi bohaterami tego dramatu była pokojówka Mereżkowskich, Pasza i „ przyjaciel rodziny” Nikołaj Minski. Niespodziewanie (ponieważ to czasopismo w tym czasie nie sprzyjało Mereżkowskiemu) „Zwiastun Europy" (Вестник Эвропы) przyjął i opublikował opowiadanie pod tytułem „Злосчастная”. Był to debiut Gippius w prozie.
Pojawiły się nowe publikacje, w szczególności opowiadania „W Moskwie” i „Dwa serca” (1892), a także powieści („Победители”, „Без тализмана”, „Мелкие волны”) – zarówno w „Zwiastunie północy”, „Zwiastunie Europy”, w czasopiśmie „Myśl rosyjska” (Русская мысль) jak i w innych znanych czasopismach. Wielu krytyków odnosiło się do tego okresu twórczego pisarki bardziej poważnie, niż sama autorka podkreślając wysoką jakość tematyki, a także wpływy Fiodora Dostojewskiego na jej twórczość. Wcześniejsza proza Gippius była krytykowana przez liberalną i narodnicką krytykę, przeszkadzała im przede wszystkim „sztuczność i pretensjonalność bohaterów”. Potem Nowy słownik encyklopedyczny zaznaczał, że pierwsze opowiadania Gippius były napisane „pod widocznym wpływem pomysłów Reskina, Nietzschego, Maeterlincka i innych reprezentantów Dumy tego okresu”. Wczesna proza Gippius została zebrana w dwóch książkach „Nowi ludzie”(1896) i „Lustra”(1898).
Przez cały ten czas Gippius prześladowały problemy ze zdrowiem; przeszła dur powrotny, szereg „niekończących się angin i zapaleń krtani”. Częściowo, żeby poprawić zdrowie i nie dopuścić do powrotu gruźlicy, ale także z powodów związanych z twórczymi aspiracjami, Mereżkowscy w latach 1891-1892 wybierali się w dwie pamiętne podróże na południe Europy. Podczas pierwszej z nich spotykali się z Antonem Czechowem i A. Suworinem, którzy na pewien czas zostali ich współtowarzyszami. W Paryżu odwiedzili Pleszejewa. W czasie drugiej podróży, przebywając w Nicei małżonkowie poznali Dmitrija Fiłosofowa, który parę lat później został ich stałym współtowarzyszem i współwyznawcą. Wrażenia z Włoch zajęły ważne miejsce w pamiętnikach Gippius, charakteryzując się jasną i wzniosłą atmosferą „najbardziej szczęśliwych, młodych lat”. Przy tym sytuacja finansowa małżonków, żyjących praktycznie wyłącznie z honorarium była w tych latach trudna. „Znajdujemy się w okropnej, niebywałej sytuacji, żyjemy dosłownie nie dojadając już kilka dni i zastawiliśmy ślubne obrączki”- oznajmiała w jednym z listów w 1894 roku (w innym skarży się, że z braku pieniędzy nie może pić przepisanego przez lekarzy kefiru).

### Poezja Gippius
O wiele bardziej jaskrawym i spornym niż debiut z okresu prozy, był debiut poetycki: wiersze opublikowane w „ Zwiastunie północy” - „Pieśń (Песня)”( „Potrzeba mi tego czego nie ma na świecie (Мне нужно то, чего нет на свете...)”) i „Poświęcenie” (Посвящение) z wersem „ Kocham siebie, tak jak kocham Boga” od razu zdobyły skandaliczną sławę. Jak pisał jeden z krytyków, jej wiersze to wcielenie duszy współczesnego człowieka: rozkawałkowanego, często refleksyjnie bezsilnego, ale zawsze rwącego się do działania, wiecznie strwożonego, nieznajdującego w niczym ukojenia i nigdy nie dającego się uspokoić. Jakiś czas później, jak sama przyznała, „wyparła się dekadentyzmu” i całkowicie przyjęła idee Mereżkowskiego - przede wszystkim sztuka, co stało się jedną z centralnych wyznaczników rodzącego się rosyjskiego symbolizmu. Jednakże stereotypy, które do niej przywarły („dekadencka madonna”, „szatanica”, „biała diablica” i inne) prześladowały ją jeszcze przez wiele lat.
Jeśli w prozie skupiała się na „ogólnej estetyce” to wiersze Gippius postrzegała jak coś skrajnie intymnego, tworzonego „dla siebie”, tworzyła je jak sama powiedziała „dosłownie jak modlitwę”. W dużym stopniu „sakralność” dawała krytykom powód do ataków. Twierdzono, że w szczególności odnosząc się do Najwyższego (używając imion On, Niewidoczny, Trzeci) Gippius nawiązywała z nim „swoje, bezpośrednie i równe, bluźniercze relacje”, postulując „nie tylko miłość do Boga, ale i do siebie”. Dla szerokiej literackiej społeczności nazwisko Gippius stało się symbolem dekadentyzmu – szczególnie po publikacji „Poświęcenia” wiersza, zawierającego wyzywający wers „Kocham siebie, tak jak kocham Boga”. Zaznacza się, że Gippius w dużej mierze sama prowokowała społeczeństwo. Dokładnie obmyślała swoje socjalne i literackie zachowania, które prowadziło do zmiany ról i umiejętnie wprowadzała artystycznie sformułowany obraz do społecznej świadomości. Na 15 lat przed rewolucją 1905 roku stała się dla publiki- propagandzistką seksualnego wyzwolenia, dumnie noszącą „chrzest delikatności”( jak zostało napisane w jej pamiętniku z 1893 roku) potem - przeciwniczką „nauczania przez cerkiew”, twierdzącą, że „jest tylko jeden grzech - ujmowanie sobie” (dziennik 1901), obrończynią duchowej rewolucji, która dokonuje się przeciwko „stadnemu społeczeństwu”. „Przestępczość” i „tabu” w twórczości i postaci (zgodnie z popularnym schematem) „dekadenckiej madonny” były bardzo żywo omawiane przez ludzi żyjących w tym czasie. Przy tym poetka uważała siebie za centrum symbolicznego bytu. „Zbiór wierszy 1889-1903” wydany w 1904 roku był dużym wydarzeniem w życiu rosyjskiej poezji. Jako odpowiedź na zbiór I. Annienski pisał, że w twórczości, Gippius zawarła „całą piętnastoletnią historię rosyjskiego lirycznego modernizmu”, zaznaczył, że główną tematyką jej wierszy są „bolesne uderzenia wahadła w serce”. Walerij Briusow, inny gorliwy miłośnik poetyckiej twórczości Gippius, szczególnie zwracał uwagę na „niezwyciężoną prawdziwość” z jaką poetka zapamiętywała różne emocjonalne stany z życia swojej „zniewolonej duszy”. Jednak Gippius bardziej niż krytycznie oceniała rolę swojej poezji w formowaniu społecznego gustu i wpływu na światopogląd ludzi żyjących w jej czasach.

### Dom Muruzi
Mieszkanie Mereżkowskich w domu Muruzi było ważnym centrum życia religijnego, literackiego i społecznego Petersburga. Odwiedzenie tego miejsca było uważane za obowiązkowe dla młodych myślicieli i pisarzy symbolistycznych. Wszyscy, którzy odwiedzali salon literacki, uważali Gippius za autorytet, większość z nich twierdziła, że to właśnie ona zainicjowała, wspólnotę gromadzącą się wokół Mereżkowskiego. Oprócz tego bywalcy odczuwali antypatię do gospodyni salonu literackiego, dostrzegając u niej arogancję, nietolerancję i skłonność do eksperymentów z udziałem gości. Młodzi poeci, którzy przechodzili ciężką próbę osobistego poznania Gippius, faktycznie doświadczali problemów psychicznych. Gippius wniosła do poezji całkowity wymóg religijnej posługi pięknu i prawdzie (wiersze to modlitwy), w swoich ocenach była skrajnie szczera i ostra. Wiele osób twierdziło, że dom Mereżkowskich w Petersburgu był „prawdziwą oazą rosyjskiego życia duchowego początku XX wieku”. Gospodyni salonu literackiego „porażała, przyciągała, odrzucała i znowu przyciągała” współwyznawców, którymi byli A. Błok (z którym łączyły ja bardzo trudne, zmienne relacje), A. Bieły, W. Rozanow, W. Briusow.

### Działalność społeczna
W latach 1899–1901 Gippius zbliżyła się do kręgu Siergieja Diagilewa, zgromadzonego wokół czasopisma „Świat sztuki" (Мир исскуства), gdzie publikowała swoją pierwszą krytykę literacką. W niej Gippius (podpisując się męskimi pseudonimami Anton Krajni, Lew Puszin, Tawarisz German, Roman Arenskij, Anton Kirsza, Nikita Wieczier, W. Witowt) przepowiadała program estetyczny symbolizmu i idee filozoficzne. Po odejściu ze „Świata sztuki”  występowała jako krytyk w czasopismach „Nowa droga" (Иовый путь)”(współredaktorka), „Wiesy" (Весы), „Wykształcenie" (Образование), „Nowe słowo" (Новое слово) „Nowe życie" (Новая жизнь) „Wyżyny" (Вершины), „Myśl rosyjska” (w latach 1910-1914, jako prozaik publikowała tam swoje prace już wcześniej), a także w szeregu magazynów „Mowa" (Речь), „Słowo (Слово)” Poranek Rosji (Утро России)” itd. Najlepsze opinie krytyków zebrał jej zbiór „ Dziennik literacki”(1908). Gippius oceniała negatywnie całokształt rosyjskiej literatury pięknej, uważała, że ma to związek z kryzysem religijnych wartości i zburzeniem ideałów poprzedniego stulecia. Za powołanie artysty uważała „aktywne wpływanie na życie”, które później należy uczynić bardziej świętym. Swój literacki i duchowy ideał znajdowała w literaturze i sztuce, które rozwinęły się „ przed modlitwą, przed pojęciem Boga”. Sądzono, że te koncepcje w dużym stopniu były nastawione przeciwko pisarzom bliskim kierownikowi wydawnictwa „Wiedza” (Знание), M. Gorkiemu i ogólnie „przeciwko literaturze skupiającej się na tradycji klasycznego realizmu”.
Na początku XX wieku Gippius i Mereżkowski zaczęli mieć własne i oryginalne wyobrażenie o swobodzie, metafizyce miłości, a także dziwne mniemanie związane przede wszystkim z tak zwanym „trzecim testamentem”. Duchowno-religijny maksymalizm Mereżkowskich miał swoje apogeum na początku roku 1900, wyrażał się on w przekonaniu o ich „opatrzności nie tylko dla losu Rosji, ale i dla losu człowieka”. Idea odnowy wymarłego (jak im się wydawało) chrześcijaństwa powstała jesienią 1899 roku. Aby wprowadzić w życie wymyśloną ideę, zdecydowali się stworzyć „nową cerkiew” gdzie zrodziła by się „nowa świadomość religijna”. Ucieleśnieniem tej idei była organizacja „Zgromadzenie religijno-filozoficzne (1901-1903)”, której celem było głoszenie stworzenia nowej trybuny „dla swobodnego omawiania pytań dotyczących cerkwi i kultury, nowego chrześcijaństwa, społeczeństwa i człowieczej natury”.

### „Nowa cerkiew”
Na początku Gippius sceptycznie podchodziła do nagłego „klerykalizmu” męża, później wspominała jak „wieczorne posiadówki” w 1899 roku zmieniały się w „bezowocne spory”, niemające sensu, ponieważ większość uczestników było daleko od zagadnień religijnych. „ Ale Dimitrowi wydawało się, że prawie wszyscy go rozumieją i czują to co on”- dodawała.
Potem żona nie tylko przyjęła stanowisko męża, ale też sama zaczęła tworzyć idee związane z odnową religijną Rosji. Na początku lat 1900 cała literacka, publicystyczna i praktyczna praca Gippius była skupiona na stworzeniu idei „trzeciego testamentu”.
Dla Gippius powstanie i rozwój „ nowej świadomości religijnej” było podstawą do rozgraniczenia duszy i ciała, odrzucenia chrześcijańskiego ascetyzmu, który zmusza człowieka do życia w świadomości, że jest on grzeszny, zbliżenia religii i sztuki. Poszukiwania Gippius nie były tylko teoretyczne, to ona zaproponowała mężowi, aby ich religijno-filozoficzne zbiory zyskały status społeczny.
Do Gippius także należał pomysł na stworzenie czasopisma „ Nowa droga (Новый путь)” (1903-1904) w którym razem z różnymi materiałami o odnowie życia, literatury i sztuki przez „religijną twórczość” drukowało się również religijno-filozoficzne zbiory. Czasopismo działało krótko, z jego zamknięciem miały związek marksistowskie wpływy. Z jednej strony zamknięcie było związane z (jak się potem okazało) odejściem N. Mińskiego (Минский), a z drugiej strony z pojawieniem się w redakcji marksisty C. Bułgakowa (Булгаков), który trzymał w rękach polityczną część czasopisma. Kiedy okazało się, że Bułgakow odrzucił artykuł Gippius o wierszach Błoka (z powodu zbyt małej wiedzy o tematyce wierszy) stało się jasne, że Mereżkowscy nie liczą się już w czasopiśmie. W grudniu 1905 roku wydano ostatni numer „Nowej drogi”, od tego czasu twórczość Gippius drukowało już czasopismo „Wiesy” (Весы) i „Północne Kwiaty” (Северные цветы).
Zamknięcie „Nowej drogi” i wydarzenia z roku 1905 znacząco zmieniły życie Mereżkowskich. Od poważnego zajęcia przeszli do domowego kółka „Budowniczych nowej cerkwi”, uczestnikami którego był teraz bliski przyjaciel D. Fiłosofow (Философов). Z jego pomocą stworzono „trójbractwo”, które istniało 15 lat. Członkowie tego związku uważali, że Gippius była skarbnicą nowych pomysłów. To ona była twórczynią idei o „potrójnej strukturze świata”, którą Mereżkowski rozwijał w przeciągu dziesięcioleci.

### Lata 1905-1908
Wydarzenia z 1905 roku były przełomowymi w życiu i twórczości Zinaidy Gippius. socjalno- polityczne zagadnienia nie interesowały Gippius, ale rozstrzelanie, które miało miejsce 9 stycznia wstrząsnęło Mereżkowskimi. Po tym wydarzeniu aktualne tematy związane ze społeczeństwem (motywy obywatelskie) dominowały w jej twórczości, głównie w prozie. Na parę lat małżonkowie stali się zajadłymi przeciwnikami samodzierżawia, walczyli z konserwatywnym państwowym systemem w Rosji.
W lutym 1906 roku Mierieżkowscy opuścili Rosję i udali się do Paryża, gdzie dobrowolnie przebywali przez dwa lata. Tam wydali antymonarchiczny zbiór w języku francuskim. Zbliżyli się do wielu rewolucjonistów (przede wszystkim z eserowcami w szczególności z I. Fondaminskim (Фондаминский) i B. Sawinkowem(Савников).
W Paryżu poetka zaczęła organizować „sobotnie spotkania”, w których uczestniczyli starzy przyjaciele pisarzy (N. Miński, K. Balmont (Бальмонт) i inni). Podczas lat spędzonych w Paryżu małżonkowie dużo pracowali, Mereżkowski nad prozą historyczną, a Gippius nad publicystycznymi artykułami i wierszami. Zainteresowanie polityką, nie wyparło mistycznych poszukiwań Gippius; dywiza religijnej wspólnoty” przybierała na sile. Małżonkowie nie zerwali kontaktów z rosyjskimi czasopismami i gazetami, nadal publikowali w Rosji artykuły i książki. W 1906 roku został wydany zbiór opowiadań Gippius „Szkarłatny miecz” (Алый меч), a w 1906 roku (również w Petersburgu) napisany po francusku przez wszystkich członków „Trójbractwa” dramat „Kwiat maku” („Маков цвет”), którego bohaterami zostali wszyscy uczestnicy nowego rewolucyjnego ruchu.

### Lata 1908-1916
W 1908 roku małżonkowie wrócili do Rosji, po trzech latach w chłodnym Petersburgu wróciły wszystkie choroby Gippius. W czasie następnych sześciu lat Gippius i Mereżkowski wiele razy wyjeżdżali za granicę na leczenie. Podczas ostatnich dni, jednej z takich wizyt w 1911 roku, Gippius kupiła tanie mieszkanie w jednej z dzielnic Paryża (rue Colonel Bonnet, 11-bis). Ten nabytek miał w późniejszym czasie dla nich ogromne, zbawienne znaczenie. Jesienią 1908 roku Mereżkowscy wzięli udział we wznowionych spotkaniach religijno-filozoficznych w Petersburgu, które zostały przekształcone w religijno-filozoficzne stowarzyszenie. Jednakże, nie było w nim praktycznie żadnych przedstawicieli cerkwi, inteligencja sama postanowiła łagodzić spory.
W 1910 roku został wydany tom drugi „Zbioru wierszy. Księga druga (1903-1909)” Zinaidy Gippius, w dużej mierze zgodny z księgą pierwszą. Do tego czasu wiele wierszy i niektóre opowiadania Gippius zostały przetłumaczone na język niemiecki i francuski. W Rosji i za granicą wydano napisaną po francusku (we współpracy z Mereżkowskim i Fiłosofowem) książkę „Le Tsar et la Revolution”(1909) i artykuł o poezji rosyjskiej w „Mercure de France”. Na początku II dekady XX w. wydano ostatni zbiór Gippius „Księżycowe mrówki”(1912), zawierający w sobie opowiadania, które ona sama uważała za najlepsze z całej swojej twórczości. Zawierał on także dwie powieści należące do niedokończonej trylogii „Diabelska lalka” (Чертовая кукла) pierwsza część i „Królewska powieść” (Роман - царевич) część trzecia, która wzbudziła nieprzychylność lewicy (uważano, że szkalują rewolucje), powieści zostały chłodno przyjęte przez krytykę, otwarcie uznano je za tendencyjne.
Początek I wojny światowej wywarł zły wpływ na Mereżkowskich, którzy ostro wystąpili przeciw uczestnictwu Rosji w wojnie. Zmiana pozycji życiowej Gippius przejawiła się w dziwny sposób - w imieniu trzech kobiet (używała imiona i nazwiska służby jako pseudonimy) zaczęła pisać listy na front. Te wierszowane listy (Лети, лети, подарочек, На дальную строкушку itp.), nie miały żadnej wartości twórczej, niemniej jednak pozostawiły wydźwięk w społeczeństwie.

### Gippius i rewolucja
Koniec 1916 roku małżonkowie spędzili w Kisłowodsku, a w styczniu 1917 roku wrócili do Piotrogrodu. Ich nowe mieszkanie na ulicy Siergiejewskiej (Сергевской) było prawdziwym centrum politycznym, czasami przypominało „filie” Dumy Państwowej. Mereżkowscy przywitali  rewolucję lutową 1917 roku  licząc, że będzie to koniec wojny i zrealizuje się w końcu idea wolności, którą głosili w pracach poświęconych „trzeciemu testamentowi”. Przyjęli Rząd Tymczasowy i zaprzyjaźnili się z Aleksandrem Kiereńskim. Niestety rewolucja zawiodła ich nadzieje. W końcu 1917 roku Gippius mogła jeszcze publikować antybolszewickie wiersze w czasopismach, które przetrwały. Następny rok 1918 upłynął pod znakiem represji. W pamiętnikach Gippius pisała o głodzie i zezwierzęceniu Czeka.
Zimą 1919 roku Mereżkowscy i Fiłosofow zaczęli myśleć o ucieczce. Otrzymali pozwolenie na czytanie wykładów o historii i mitologii starożytnego Egiptu czerwonoarmistom. Mereżkowski otrzymał zezwolenie na wyjazd z miasta. 24 grudnia we czworo (razem ze Złobinem (Злобин) sekretarzem Gippius) wraz ze skąpym bagażem, rękopisami i zapisanymi książkami wyruszyli do Homla. Podróż nie była łatwa, czwórka przyjaciół musiała przetrwać cztery dni w wagonie i wysiadkę w nocy przy 27 stopniowym mrozie w Żłobinie. Po niedługim pobycie w Polsce w 1920 roku, Mereżkowscy byli rozczarowani polityką Józefa Piłsudskiego wobec bolszewików i rolą Borysa Sawinkowa, który przyjechał do Warszawy, aby omówić z Mereżkowskimi nową linię ataku w wojnie z komunistyczną Rosją. 20 października 1920 roku Mereżkowscy rozstali się z Fiłosofowem i na zawsze wyjechali do Francji.

### Emigracja
W 1920 roku Gippius wraz z mężem zamieszkała w Paryżu. Małżonkowie bardzo przeżywali wyjazd z ojczyzny. Z inicjatywy Gippius stworzono tam literacko-filozoficzne stowarzyszenie „Zielona lampa” (1927-1939), które miało zjednoczyć różnorodne kółka literackie na emigracji, mające na celu rozwój rosyjskiej kultury za granicami sowieckiej Rosji.
We wrześniu 1928 Mereżkowscy brali udział w I Zjeździe rosyjskich pisarzy-emigrantów, zorganizowanym w Belgradzie przez króla Jugosławii Aleksandra I Karadziordziewicia, gdzie Mereżkowski wystąpił z wykładami organizowanymi przez Jugosłowiańską Akademię. W 1932 roku we Włoszech odbyła się seria wykładów Mereżkowskiego o Leonardo Da Vinci. Małżonkowie zdobyli tu dużą popularność: w porównaniu z tym ciepłym przyjęciem, atmosfera we Francji nie była miła. Po zabójstwie prezydenta P. Doumera przez rosyjskiego emigranta nasiliły się nastroje antyrosyjskie. Po zaproszeniu B. Mussoliniego Mereżkowscy przenieśli się do Włoch, gdzie spędzili 3 lata, od czasu do czasu wracając do Paryża.
Jesienią 1938 roku Mereżkowski i Gippius potępili Układ monachijski i później Pakt Ribbentrop-Mołotow, zawarty 23 sierpnia 1939 r. między ZSRR a Niemcami. Pakt ten Gippius nazwała „pożarem w domu wariatów”. Wtedy też, zostając wierną swym ideałom, ogłosiła o stworzeniu niecenzuralnego zbioru „Przegląd literacki” („Литературный смотр”) (opublikowanego po upływie roku), przywołującego do zjednoczenia „utwory wszystkich odrzuconych przez wydawnictwa pisarzy”. Gippius napisała do niego artykuł wprowadzający pt. „Doświadczenie wolności” („Опыт свободы”), w którym podkreśliła krytyczny stan rosyjskiej prasy, a także tragiczne położenie spraw całej rosyjskiej emigracji „młodszego pokolenia”.
Wkrótce po najeździe Niemiec na ZSRR, Mereżkowski wystąpił w niemieckim radio, w którym przywoływał do walki z bolszewikami (okoliczności tego wydarzenia wywołały późniejsze spory). Z. Gippius „dowiedziawszy się o wystąpieniu męża, była nie tylko rozstrojona, ale także wystraszona”, - jej pierwszą reakcją były słowa: „to koniec”. Nie myliła się: „współpraca” z Hitlerem, o której była mowa w tej jednej audycji, nie została wybaczona Mereżkowskiemu. Małżonków nie było stać na opłacanie paryskiego mieszkania, więc musieli oszczędzać nawet na drobiazgach. W 1941 roku Mereżkowski zmarł. Zinaida Gippius mocno przeżyła śmierć swojego męża. Na to podziałały także dwa inne czynniki: rok przed śmiercią Mereżkowskiego dowiedziała się o śmierci Fiłosofowa, a w 1942 roku umarła jej siostra Anna.
Wdowa po pisarzu poświęciła swoje ostatnie lata życia pracy nad biografią zmarłego męża. Książka nie została dokończona i została wydana w 1951 roku.
Później wróciła do poezji. Zaczęła pracować nad poematem „Ostatni krąg” („Последний круг”)(przypominającym „Boską Komedię”), opublikowanym w 1972 roku, który podobnie jak książka „Dmitrij Miereżkowski” nie został dokończony.
Zinaida Nikołaewna Gippius umarła 9 września 1945 roku w Paryżu. W. Złobin, który towarzyszył jej do końca, stwierdził, że chwilę przed śmiercią widział jak dwie krople łez ściekły po jej policzkach, a na jej twarzy pojawiło się „wyraz głębokiego szczęścia”. Zinaida Gippius została pochowana razem z mężem na cmentarzu w Sainte-Genévieve-des-Bois.

## Analiza twórczości
Początek literackiej działalności Zinaidy Gippius (1889-1892) był podobny do romantycznego etapu. We wcześniejszych wierszach i opowiadaniach krytycy dostrzegali wpływ Nadsona, Ruskina, Nietzsche. Po pojawieniu się manifestu D. S. Mereżkowskiego „O przyczynach upadku i o nowych kierunkach we współczesnej literaturze rosyjskiej” (1892), twórczość Gippius przybrała „symboliczny” charakter. Wskutek tego zaczęto zaliczać ją do kręgu ideologów nowego modernistycznego ruchu w rosyjskiej literaturze. W te lata głównym tematem jej twórczości była zapowiedź nowych wartości etycznych. Zbiór opowiadań 1896 roku zatytułowała „Nowi ludzie” („Новые люди”), mając na myśli stworzenie nowego pokolenia literackiego, z nowymi wartościami. Jej bohaterowie wydają się być zwykli, samotni, niezrozumiali, znacznie odstający od reszty społeczeństwa. Deklarują zupełnie nowe wartości. W opowiadaniu „Wśród martwych” („Среди мёртвых”) ukazana jest niezwykła miłość bohaterki do zmarłego artysty, o mogiłę, którego się troszczy, i na której w końcu zamarza, tym samym jednocząc się ze swym kochankiem.
Obserwując,„symbolistycznych” bohaterów pierwszych prozaicznych zbiorów Gippius, którzy zajmowali się poszukiwaniem „nowego piękna” i drogi duchowej przemiany, krytycy zauważyli wpływ Dostojewskiego. W opowiadaniu „Lustra” („Зеркала”) bohaterowie mają swoje prototypy w utworach Dostojewskiego. Główna bohaterka zachowuje się jakby „chciała wszystko uczynić wielkim, takim niespotykanym. Później patrzę, że nie mogę tego zrobić – i myślę: to chociaż coś lichego zrobię, bardzo lichego...”, „Wiecie, że nie można się obrażać”. Jej bohaterowie naśladowali nie tylko problematykę Dostojewskiego, ale i Mereżkowskiego. W noweli „Złocień” („Златоцвет”) (1896) rozważa się, iż motywem zabójstwa były idee w imię uwolnienia bohatera: „Ona powinna umrzeć... Wraz z nią umrze wszystko – i on, Zawiagin, będzie wolny od miłości, i od nienawiści, i od wszystkich myśli o niej”. Rozmyślenia o zabójstwie przeplatają się ze sporami o pięknie, wolności postaci, o Oskarze Wildzie itd. Gippius nie kopiowała wszystkiego, a nadawała ponownie sens rosyjskiej klasyce, mieszając swoich bohaterów w atmosferę utworów Dostojewskiego. Ten proces miał duże znaczenie dla historii rosyjskiego symbolizmu.
„Nowy słownik encyklopedyczny” zaznaczał, że jako poetka Gippius... „w rosyjskiej literaturze zajmuje oddzielne miejsce”; jej nieliczne utwory „prawie wszystkie... posiadają bogatą treść, a ich forma jest nieskazitelna i niezwykle interesująca”.
Według krytyków początku XX wieku podstawowymi motywami wczesnej poezji Gippius były „przekleństwa nudnej rzeczywistości”, „gloryfikacja świata fantazji”, poszukiwanie „nowego nietutejszego piękna”. Charakterystyczny dla symbolicznej literatury konflikt między bolesnymi ludzkimi doznaniami, i jednocześnie, dążenie do samotności, były zauważalne także w jej wcześniejszej twórczości, która charakteryzowała się etycznym i estetycznym maksymalizmem. Jak uważała Gippius, prawdziwa poezja prowadzi do „potrójnej bezdenności” świata, trzech tematów - „o człowieku, miłości i śmierci”. Poetka marzyła o „pojednaniu miłości i wieczności”, ale w tym pomóc mogła śmierć. Podobne refleksje na takie „wieczne tematy” można zauważyć w dwóch pierwszych księgach opowiadań Gippius.'
„Trzecia księga opowiadań” („Третья книга рассказов”) (1902) wywołała istotny rezonans; krytyka w związku z tym zbiorem zaczęła rozmowę o „bolesnej dziwaczności” autora, „mistycznej mgle”, „dominującym mistycyzmie”, koncepcji metafizyki miłości. Formuła „miłości i cierpienia” według Gippius odnosi się do „sensu miłości” W. S. Sołowiowa i niesie ze sobą podstawową ideę: kochać nie dla siebie, nie dla szczęścia i „przywłaszczenia”, a dla znalezienia w „Ja” wieczności. „Wyrazić i oddać swą duszę”, eksperymentować z samym sobą i ludźmi, - tak uważała poetka.
Szczególnym wydarzeniem w literackim życiu Rosji początku XX wieku była publikacja pierwszego zbioru wierszy Z. Gippius w 1904 roku. Krytyka zauważyła tu „motywy tragicznego zamknięcia, wyobcowania”. Sympatycy za to zwracali uwagę na manierę „poetyckiego listu, niedomówień, aluzji”. Znaczące miejsce w poezji Gippius zajął temat „starań stworzenia i zachowania duszy”, ze wszystkimi nieodłącznymi „diabelskimi” pokusami; wiele osób zauważyło szczerość, z jaką poetka opowiadała o swoich wewnętrznych konfliktach. W.J. Briusow i I.F. Annenskij uważali ją za geniusza wirtuozostwa formy, rytmicznego bogactwa i „śpiewnej abstrakcji” liryki końca 1890-1900 lat.
Niektórzy badacze uważali, że twórczość Gippius odróżnia „charakterystyczna nie-kobiecość”. Wszystko w jej wierszach było silne, bez jakichkolwiek drobiazgów, myśl była żywa i ostra. Byli tacy, którzy jednak pragnęli uniknąć jednoznacznej oceny: „Kiedy rozmyślasz, gdzie u Gippius ukryty trzon, wokół którego rośnie twórczość, gdzie – twarz, wtedy czujesz: ten poeta, zdaje się, jak nikt inny, nie ma jednej twarzy, a ma ich wiele...”, - pisał P. Gul, I. A. Bunin, mając na myśli jej stylistykę, nie uznającą otwartej emocjonalności i często zbudowaną z wykorzystaniem oksymoronów. W.F. Chodasiewicz nazywał jej poezję „elektrycznymi wierszami”.
Zbiór opowiadań Gippius „Szkarłatny miecz” („Алый меч”) (1906) wyświęcił „metafizykę autora już w świetle neochrześcijańskiej tematyki”. Zbiór „Czarno na białym” („Чёрное по белому”)(1908), w którego skład wchodzą utwory prozaiczne 1903-1906 lat został stworzony w „mglisto-impresjonistycznej manierze” i badał temat zalet postaci („Na sznurkach”) („На веревках”), miłości i płci („Zakochani” („Влюбленные”), „Wieczna „żeńskość””, („Вечная «женскость»”)); w opowiadaniu „Iwan Iwanowicz i diabeł” („Иван Иванович и черт”) ponownie został zauważony wpływ Dostojewskiego.
Na początku XX wieku Gippius nazwała siebie także dramaturgiem: sztuka „Święta krew” („Святая кровь”) (1900) została umieszczona w trzeciej księdze opowiadań. Sztuka „Kwiat maku” („Маков цвет”) stworzona we współpracy z D. Mereżkowskim i D. Fiłosofowem powstała w 1908 roku i stała się odzewem na rewolucję (1905-1907). Za najbardziej udany dramat Gippius uważa się „Zielony pierścionek” („Зелёное кольцо”) (1916); sztuka poświęcona ludziom „dnia jutrzejszego”, została wystawiona przez W. E. Meyerhold'a w Aleksandryjskim teatrze.
Ważne miejsce w twórczości Gippius zajmowały krytyczne artykuły, na początku publikowane w „Nowej drodze” („Новом пути”), potem w „Wadze” („Весах”) i „Rosyjskiej myśli” („Русской мысли”) (oczywiście pod pseudonimem Anton Krajnij). Jej wywody bardzo się różniły. Charakteryzowały się one wymyślnością, wyrazistością i czasem nawet czegoś tam brakowało. Rozstając się z autorami czasopisma „Świat sztuki” („Мир искусства”) S.P. Diagilewem i A.I. Benoisem z powodów religijnych, Gippius pisała: „... żyć wśród ich piękna jest strasznie. Tam „nie ma miejsca dla... Boga”, wiary, śmierci; to sztuka „dla „tu i teraz””, sztuka pozytywistyczna”. Jako krytyk Gippius oceniała także Czechowa, Gorkiego, Balmonta czy Błoka.
W 1910 roku został wydany jej drugi zbiór wierszy „Zbiór wierszy. Księga 2. 1903-1909” („Собрание стихов. Кн.2. 1903-1909”), który był podobny do pierwszego. Jego głównym tematem został „duchowy spór człowieka, który we wszystkim doszukuje się wyższego sensu, boskiego rozgrzeszenia ziemskiego istnienia...”. Dwie powieści niedokończonej trylogii „Diabelska lalka” („”) i „Królewicz Roman” („Роман-царевич”) miały „obnażyć głębokie korzenie reakcji życia społecznego”, zebrać „cechy duchowej śmiertelności”, lecz utwory spotkały się z krytyką. W pierwszej powieści przedstawione zostały karykaturalne portrety Błoka i Iwanowa, a głównemu bohaterowi przeciwstawiano „pogodne oblicza” uczestników triumwiratu Mereżkowskich i Fiłosofowa. Druga powieść w całości została poświęcona problemom dotyczącym poszukiwania Boga.
Nienawiść do Rewolucji Październikowej zmusiła Gippius do zerwania stosunków z osobami, które się jej nie przeciwstawiały, - Błok, Briusow, Bieły. Wydarzenia październikowe dały początek cyklu „Żywe twarze” („Живые дица”) (1925). Rewolucja została przez nią opisana jako „gęsty zaduch” jednakowych dni, „niesamowita nuda”, a także „monstrum”, wywołujące chęć: „oślepnąć i ogłuchnąć”.
Zbiór „Ostatnie wiersze. 1914-1918”(1918) („Последние стихи”) był znaczący dla jej poetyckiej twórczości (za granicą wyszły jeszcze dwa zbiory: „Wiersze. Dziennik 1911-1921” (Berlin 1922), („Стихи. Дневник 1911-1921”) i „Aureole” (Paryż 1939), („Сияния”). W utworach z lat 20. przeważała eschatologiczna atmosfera. Jako autorska kronika „cielesnego i duchowego umierania starego świata” Gippius porzuciła dzienniki, które postrzegała jako unikalny, literacki gatunek, pozwalający odtworzyć „bieg życia”, zapamiętać „drobiazgi, które zniknęły z pamięci”, dzięki którym potomkowie mogliby przedstawić sobie obraz tych tragicznych wydarzeń.
Artystyczna twórczość Gippius w latach jej emigracji „zaczyna przygasać, coraz bardziej żyje w przeświadczeniu, że poeta nie jest w stanie pracować z dala od Rosji”: w jej duszy na tronie zasiadł „wielki chłód”, poetka jest martwa jak „zabity jastrząb”. Ta metafora jawi się kluczową w ostatnim zbiorze Gippius pt. „Aureole” (1938) („Сияния”), gdzie przeważają motywy samotności, a wszystko to jest widziane oczami „idącego obok” (tytuł ważny dla późnych wierszy Gippius, drukowanych w 1924 roku).
Zgodnie z „Literacką encyklopedią” (1929-1939), zagraniczna twórczość Gippius „jest pozbawiona wszelkich artystycznych i społecznych wartości, jeśli nie brać pod uwagę tego, że jasno charakteryzuje ona „zwierzęce oblicze” emigrantki.

## Rodzina
Mikołaj Romanowicz Gippius i Anastazja Wasiliewna Stiepanowa, córka jekaterynoburskiego policjanta, wzięli ślub w 1869 roku. Wiadomo, że przodkowie jej ojca emigrowali z Mecklenburga do Rosji w XVI wieku; pierwszy z nich, Alfons von Gingst, zmieniwszy nazwisko na „von Hippius”, osiedliwszy się w Moskwie, w niemieckiej dzielnicy jako pierwszy w Rosji w 1534 roku otworzył księgarnię. Stopniowo ród Hippiusów stawał się coraz mniej niemiecki; w żyłach córek Mikołaja Romanowicza było 3/4 rosyjskiej krwi.
Zinaida była najstarszą z 4 córek. W 1872 roku państwu Gippius urodziła się Asia (Anna Nikołajewna). Od 1919 roku żyła na emigracji, gdzie publikowała prace na historyczno-religijne tematy. Dwie następne siostry – Tatiana Nikołajewna (1877-1957), artystka (narysowała między innymi portret A. Błoka (1906), i rzeźbiarka Natalia Nikołajewna (1880-1936) – zostały w Sowieckiej Rosji, gdzie je aresztowano i wygnano na zsyłkę; po uwolnieniu z niemieckiego obozu koncentracyjnego pracowały w Nowogrodzkim artystycznym muzeum restauracji.

## Życie osobiste
Latem 1888 roku 18-letnia Zinaida Gippius poznała się w Bordżomi z 22-letnim D. S. Mereżkowskim, dopiero debiutującym poetą. Kilka dni przed spotkaniem jeden z wielbicieli Gippius zademonstrował Mereżkowskiemu fotoportret dziewczyny. „Jaka gęba!” - krzyknął Mereżkowski (jeśli wierzyć wspomnieniom W. Złobina). Imię Mereżkowskiego było znane Gippius.
Nowy znajomy różnił się od reszty jej wielbicieli powagą i milczeniem. Wszystkie źródła biograficzne zaznaczały powoli powstające między nimi uczucie idealnej „intelektualnej wspólnoty”. W swojej nowej znajomej Mereżkowski odnalazł sojusznika, „rozumiejącego, to czego on sam nie był do końca pewien”, dla Gippius sytuacja z Mereżkowskim miała „oniegiński” charakter; do tego wszystkie jej „romanse” kończyły się smutnym zapisem w dzienniku: „Jestem w nim zakochana, lecz nie widzę, że on jest idiotą. Przed nim, wspominała Gippius, „wszyscy moi gimnazjaliści... całkiem zgłupieli”.
8 stycznia 1889 roku w Tyflisie Gippius wyszła za Mereżkowskiego. Wesele było proste, bez świadków, kwiatów i strojów ślubnych, w towarzystwie krewnych i dwóch szoferów. Po ślubie Zinaida Nikołajewna pojechała do siebie do domu, Dmitrij Siergiejewicz – do hotelu. Rano matka obudziła niewiastę krzykiem: „Wstawaj! Jeszcze śpisz, a twój mąż już przyjechał!” Właśnie wtedy Zinaida przypomniała sobie, że wczoraj wyszła za mąż. Nowożeńcy spotkali się w hotelu na herbacie, a bliżej wieczoru wyjechali dyliżansem do Moskwy, skąd ponownie udali się na Kaukaz. Po tej krótkiej podróży poślubnej wrócili do stolicy – początkowo do małego, ale przytulnego mieszkania, a pod koniec 1889 roku – do mieszkania w domu Muruzi, który wynajęła dla nich, mówiąc, że jest to prezent ślubny, matka Dmitrija Siergiejewicza. Związek z D. S. Mereżkowskim „dał sens i potężny impuls całej... powoli postępującej wewnętrznej działalności” początkującej poetce, wkrótce pozwalając „wyrwać się na ogromne intelektualne przestworza”. Ten związek małżeński odegrał najważniejsza rolę w rozwoju i ustanowieniu literatury „Srebrnego wieku”.
Bardzo znane jest stwierdzenie Gippius o tym, że małżonkowie przeżyli razem 52 lata, „... nie rozstając się ani na jeden dzień”. Jednak fakt ten, że byli „stworzeni dla siebie” nie należy rozumieć tego w „romantycznym znaczeniu tego słowa”. Ludzie z tamtych czasów twierdzili, że ich rodzinny związek był przede wszystkim duchowym związkiem i nigdy nie był tak naprawdę związkiem małżeńskim. Przy tym, że „cielesną stronę ślubu odrzucali oboje”, im obu „zdarzyły się namiętności, zakochania (między innymi i te jednopłciowe)”. Przyjęto, że Gippius „lubiła oczarowywać mężczyzn i lubiła być oczarowywaną”; co więcej krążyły słuchy, że poetka specjalnie „rozkochiwała w sobie żonatych mężczyzn” dla tego, aby otrzymać od nich jako świadectwo namiętności obrączki, z których później robiła naszyjnik. W rzeczywistości, jak zaznaczył J. Zobnin, „sprawa... zawsze była ograniczona wykwintnym literackim flirtem, obfitymi epistolarnymi cyklami i firmowymi żartami Zinaidy Nikołajewny”: za skłonnością do romantycznych przygód skrywało się przede wszystkim rozczarowanie rodzinną codziennością: po salonowych sukcesach „wydawało się jej równie obraźliwym, pozbawione romantycznych afektów uczucie Mereżkowskiego”:.
Wiadomo, że w latach 90. XIX wieku Gippius miała „równoczesny romans” - z N. Minskim i dramaturgiem i prozaikiem F. Czerwińskim, znajomym Mereżkowskiego z uniwersytetu. Minski namiętnie kochał Gippius, ona, sama się przyznając, - była zakochana „w sobie przez niego”.
Romans Gippius z krytykiem Akimem Wołyńskim przybrał skandaliczny odcień po tym jak ten zaczął urządzać ukochanej sceny zazdrości, a kiedy dostał od niej „kosza”, zaczął mścić się na Mereżkowskim, wykorzystując „zawodowe położenie” w „Północnym gońcu” („Северном вестнике”). Skandal był na ustach kółek literackich Petersburga, nastąpił szereg wstrętnych incydentów. Wszystkie te wydarzenia wywarły na Gippius niemiłe wrażenie i spowodowały pogorszenie stanu jej zdrowia. A. Wołyński pomimo tego, zachował o tych latach najlepsze wspomnienia. Po upływie wielu lat napisał: „Moja znajomość z Gippius...zajęła parę lat, napełniwszy ją wielką poezją i wielką dla mnie satysfakcją... Ogólnie Gippius była poetką nie tylko z zawodu. Ona sama była poetycka na wylot.”.
Gippius była biseksualna; dokładniej, na koniec lat 90. XIX wieku – początku następnego miała romans z angielską baronową Jelizawietą von Overberg, która współpracowała z Mereżkowskim jako kompozytorka, napisawszy muzykę do tragedii Eurypidesa i Sofoklesa. Gippius poświęciła parę wierszy baronowej, otwarcie przyznawała się do uczucia i ze znajomą miała takie relacje, które „ludzie współcześni nazwali czysto urzędowymi i szczerze miłosnymi”.

## Z. Gippius i D. Fiłosofow
Dmitrij Fiłosofow
W kwietniu 1892 roku w willi profesora Maksima Kowalewskiego Mereżkowscy spotkali się ze studentem Uniwersytetu petersburskiego, Dmitrijem Fiłosofowem. Gippius zwróciła uwagę na to, że „młody człowiek był niezwykle przystojny”, ale szybko o tym zapomniała. Po upływie 10 lat Fiłosofow został jej bliskim znajomym, do którego do końca życia żywiła najgłębsze uczucia. Wskutek tego nie raz potwierdzało się, że ci dwoje nie mogli doznać fizycznej bliskości z powodu homoseksualności ostatniego, dlatego że ten „odrzucił jej zaloty”. W korespondencji ukazał się trudniejszy obraz ich znajomości. Jak zaznaczał J. Zobnin, „... na Fiłosofowie ciążyła zaistniała sytuacja. Męczyło go sumienie, czuł skrajną niezręczność przed Mereżkowskim, którego lubił i uważał za swojego nauczyciela”.
Zaproponowawszy dostrzec w zastanym „upadku” „konieczną pokusę”, „opatrznościową próbę” posłaną wszystkim trzem dla tego, aby organizowali swoje relacje na moralnych, wyższych i duchownych fundamentach”, właśnie Gippius potrafiła nadać „życiowej, rodzinnej historii wysokie znaczenie” religijnego przejścia do nowego „... stanu życia, kończącego ludzką historię”, związanego z przeobrażeniem w ciało i przejściem od „miłości” do „nadmiłości”, napełniwszy fenomen „trójbractwa” religijnym znaczeniem.
Wielokrotne zauroczenia Gippius, nawet jeśli w większości miały one charakter platoniczny, doprowadziły do tego, że między małżonkami, z biegiem lat zachowującymi i wzmacniającymi duchowną i intelektualną bliskość, powstała fizyczna obcość i (ze strony Mereżkowskiego) nawet oziębłość. Tworzyli jedną całość. Mereżkowski został porównany do drzewa, którego gałęzie sięgają za chmury, a korzeniami jest Zinaida. I im głębiej te korzenie są w ziemi, tym wyżej sięgają gałęzie, a niektóre z nich może nawet dotykają raju. A to, że ona może być w piekle – tego nie podejrzewa nikt.

## Wybrana twórczość
Poezja
- „Zbiór wierszy” Księga pierwsza. 1889—1903. („Собрание стихотворений”. Книга первая.)
- „Zbiór wierszy” Księga druga 1903-1909. („Собрание стихотворений” Книга вторая.)
- „Ostatnie wiersze” 1914—1918 („Последние стихи”)
- „Wiersze. Dziennik” 1911-1921 („Стихи. Дневник)
- „Aureole” („Сияния”)
Proza
- „Nowi ludzie” („Новые люди”)
- „Lustra” („Зеркалa”)
- „Trzecia księga opowiadań” („Третья книга рассказов”)
- „Szkarłatny miecz” („Алый меч”)
- „Czarno na białym” („Чёрное по белому”)
- „Księżycowe mrówki” („Лунные муравьи”)
- „Diabelska lalka” („Чёртова кукла”)
- „Królewska powieść” („Роман-царевич”)
Dramaturgia
- „Zielony pierścionek” sztuka. („Зелёное кольцо”)
Krytyka i publicystyka
- „Dziennik literacki” („Литературный дневник”)
- „Carstwo Antychrysta” („Царство Антихриста”)
- „Niebieska księga. Dzienniki petersburskie” 1914-1938 („Синяя Книга. Петербургские дневники)
- „Zinaida Gippius. Dzienniki petersburskie” 1914-1919 („Зинаида Гиппиус. Петербургские дневники)
Sztuki
- „Żywe twarze” („Живые лица”)
Wypracowania
Wiersze